# Rothorn (Prättigau/Davos)
Pour les articles homonymes, voir Rothorn.
Le Rothorn est un sommet du massif de Silvretta, en Suisse, situé à Klosters dans le canton des Grisons, qui culmine à 2 805 m d'altitude.
Situé à 4 km au sud-ouest de la frontière autrichienne, il domine la vallée de Vernela au sud.